# یوسف العربی
یوسف العربی (زادهٔ ۳ فوریهٔ ۱۹۸۷) بازیکن فوتبال اهل مراکش است که هم‌اکنون برای باشگاه فوتبال نانت فرانسه توپ می‌زند.
وی همچنین در تیم ملی فوتبال مراکش بازی کرده‌است.